# 세속 오계
세속 오계(世俗五戒), 혹은 오계는 신라 진평왕 때 원광법사가 귀산(貴山)과 추항(箒項)의 요청을 받아 알려준 다섯 가지 수신계(修身戒)이다. 오늘날 화랑도의 윤리적 지침 및 실천 이념으로 알려져 있다.

## 배경
승려 원광이 수행을 하고 돌아오자 귀산과 추항이 찾아와서 “우리는 속세의 사람이니 사군자와 교유하는 데 필요한 심신수양의 계를 알려 달라.”라고 요청한다. 이때 원광과 귀산 추항은 모두 화랑이 아니었다. 이에 원광이 말하기를 “불계로는 보살계가 있어 이를 십계로 삼고 있으나, … 지금 세속오계가 있으니 …”라며 알려 준다. 이때 원광이 지었다는 말은 없고 “세속오계가 있으니”라고 하여 이미 남이 만든 계율이 있음을 밝히고 있다.

## 내용
세속오계의 내용은 다음과 같다.
1. 사군이충(事君以忠) : 충성으로써 임금을 섬기어야 한다.
2. 사친이효(事親以孝) : 효로써 어버이를 섬기어야 한다.
3. 교우이신(交友以信) : 믿음으로써 벗을 사귀어야 한다.
4. 임전무퇴(臨戰無退) : 싸움에 나가서 물러남이 없어야 한다.
5. 살생유택(殺生有擇) : 살아있는 것을 죽일 때에는 가림이 있어야 한다.

### 살생유택의 구체적 내용
위와 같은 내용을 들은 귀산은 원광에게 살생유택의 계율이 잘 이해가 가지 않는다고 질문하였다. 이에 원광은 동물을 잡을 때 꼭 필요한 만큼만 잡아야 한다는 뜻이라 설명해 주었다. 그러면서 구체적으로 다음과 같이 말했다.
- 육재일(六齋日)과 봄, 여름철에는 살생하지 말 것.
- 가축을 죽이지 말 것.
- 작은 동물을 죽이지 말 것.
- 꼭 필요한 만큼만 잡고, 많이 죽이지 말 것.

그리고 이를 세속의 좋은 계율(世俗之善戒)이라 하니, 귀산은 이를 이해하고 돌아갔다.

## 평가
공동체 사회의 정신과 단군의 소도 오상 계율, 불교의 사상이 가미되어 있다. 단군조선의 소도 오상 계율에 있는 얘기이다. 고인이신 성균관대학교 유학과 류승국 교수는 '한국사상의 연원과 역사적 전망'에서 공자는 유학을 창시한 것이라기 보다 그 이전의 사상을 집대성한 사람이라고 스스로 말했다 한다. 그래서 대성전에서 성자가 성인성자가 아니고 이룰 성자라고 한다. 유교 이전의 사상은 배달국, 단군조선의 경전으로 천부경, 삼일신고, 첨전계경이 있다. 소도에서 충, 효, 신, 용, 인을 학습한 국자랑 또는 천지화랑이 있었다고 한다. 원광법사는 귀산과 추항의 요구에 따라 "...세속오계가 있으니..." 라고 하며 세속오계는 이미 있는 것이라고 했다.

## 같이 보기
- 화랑

## 참고 자료
- 삼국사기 귀산 열전